# Тэмён-санму
«Тэмён-санму» (кор. 대명 상무) — южнокорейский профессиональный хоккейный клуб из города Сеул. Команда является членом Азиатской хоккейной лиги с момента её основания в 2013 году. В первом, для себя, сезоне, команда смогла занять второе место в регулярном чемпионате, но в плей-офф проиграла в полуфинале.

## История
Клуб был создан в 2013 году корейским правительством как база для подготовки хоккеистов к Зимней Олимпиаде в Пхёнчхане. Команда формируется из солдат, служащих в Корейской армии. Игровая карьера хоккеистов длится два года, как и срок службы в армии. Клуб является базой для Южнокорейской сборной. «Тэмён-санму» не может покупать других игроков, равно как и продавать собственных. Таким образом, команда полностью полагается на силы своих воспитанников. Клуб дебютировал в АХЛ 7 сентября 2013 года, уступив команде «Анян Халла» со счётом 6:1.

## Достижения
- Азиатская хоккейная лига:
  - Серебряные призёры (1) : 2014